# Адальберт I (архиепископ Майнца)
Адальберт I (умер 23 июня 1137, Майнц) — майнцский архиепископ в XII веке.

## Биография
Адальберт был младшим братом Фридриха I, графа Саарбрюккена. Назначенный канцлером и советником императора Генриха V, участвовал в римском походе против папы Пасхалия II и настоял на его отречении от инвеституры, за что был сделан архиепископом майнцским и примасом Германии и Италии, но за свой переход на сторону папы был в заключении в 1112—1115 годах.

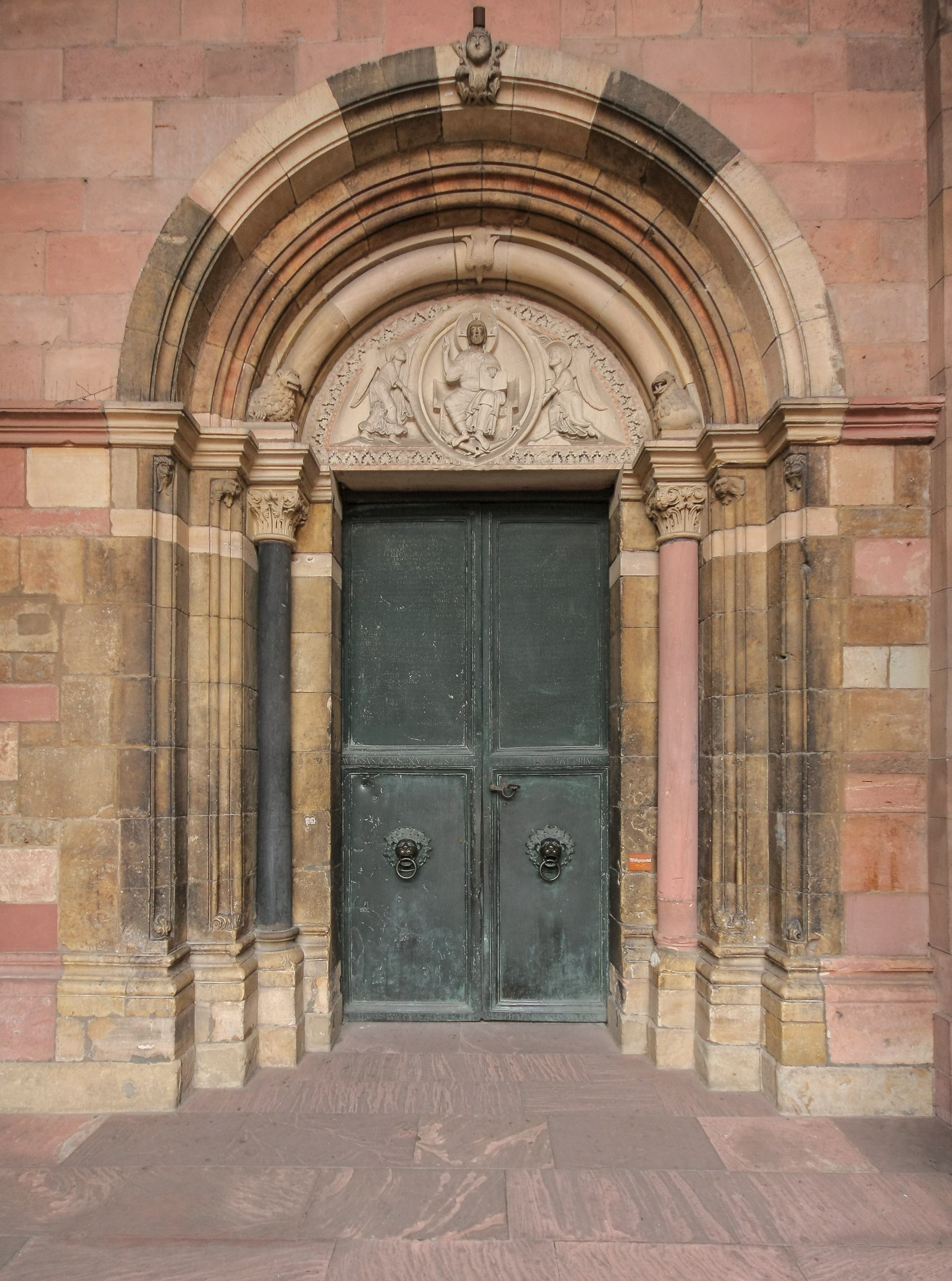
Бронзовые ворота рыночного портала Майнцского собора, где выгравированы привилегии граждан Майнца

По освобождении снова вступил в борьбу с Генрихом V, заручившись помощью граждан Майнца, обещав им знаменитую привилегию, спрятанную в медных дверях храма, в 1118 году, и возобновлённую в 1135 году.

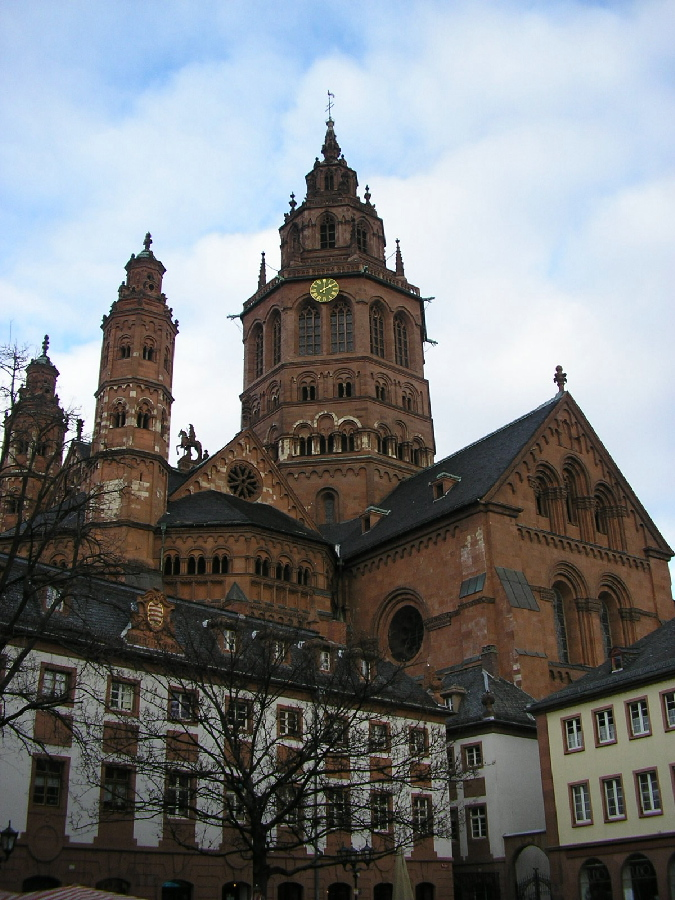
Майнцский собор где похоронен Адальберт I

Вормсский конкордат прекратил борьбу, издав постановление о выборах и наречении епископов; но Адальберт надеялся, что Лотарь Саксонский, которого он поддерживал на королевских выборах 1126 года, откажется от прав, предоставленных конкордатом государству. Хотя Лотар из желания быть избранным указал на возможность подобной уступки, но он сам был очень набожен, друг Бернарда Клервосского и Норберта Ксантенского, и готов был лично поддержать интересы папы. Поэтому Лотара и не страшило враждебное отношение Адальберта и его стремление разжечь междоусобную войну. В результате Адальберт ничего не достиг, даже потерял прежнее влияние, хотя сохранил свой сан.
Он умер 23 июня 1137 года.